# Wesley Chapel (Carolina del Nord)
Wesley Chapel és una població dels Estats Units a l'estat de Carolina del Nord. Segons el cens del 2000 tenia 2.549 habitants.

## Demografia
Segons el cens del 2000, Wesley Chapel tenia 2.549 habitants, 867 habitatges i 762 famílies. La densitat de població era de 116,9 habitants per km².
Dels 867 habitatges en un 43,9% hi vivien nens de menys de 18 anys, en un 79,4% hi vivien parelles casades, en un 5,5% dones solteres, i en un 12% no eren unitats familiars. En el 9,3% dels habitatges hi vivien persones soles el 2,5% de les quals corresponia a persones de 65 anys o més que vivien soles. El nombre mitjà de persones vivint en cada habitatge era de 2,94 i el nombre mitjà de persones que vivien en cada família era de 3,14.
Per edats la població es repartia de la següent manera: un 29,1% tenia menys de 18 anys, un 6,2% entre 18 i 24, un 32,1% entre 25 i 44, un 25,9% de 45 a 60 i un 6,7% 65 anys o més.
L'edat mediana era de 37 anys. Per cada 100 dones de 18 o més anys hi havia 100,7 homes.
La renda mediana per habitatge era de 74.188 $ i la renda mediana per família de 73.000 $. Els homes tenien una renda mediana de 41.620 $ mentre que les dones 30.739 $. La renda per capita de la població era de 30.143 $. Entorn del 4,1% de les famílies i el 3,4% de la població estaven per davall del llindar de pobresa.

## Poblacions més properes
El següent diagrama mostra les poblacions més properes.